# Università pontificie

Emblema della Santa Sede

Le università pontificie sono università accreditate come tali presso la Santa Sede, costituite in una o più facoltà pontificie, che rilasciano dei titoli accademici ecclesiastici, ma possono anche rilasciare dei titoli non-ecclesiastici, seguendo in ogni paese le regole proprie di ogni stato.
I corsi di laurea si dividono in tre cicli: Baccalaureato, la laurea triennale, Licenza, la laurea magistrale, e il Dottorato di ricerca.

## Caratteristiche
Secondo il codice di diritto canonico sono istituite per l'«investigazione delle discipline sacre o connesse con le sacre e per istruire scientificamente gli studenti nelle medesime discipline». In proposito il can. 816 prescrive che le Università e Facoltà ecclesiastiche possano essere costituite soltanto se erette dalla Sede Apostolica o da questa approvate; ad essa compete pure la loro superiore direzione.
Nessuna Università o Facoltà, che non sia stata eretta o approvata dalla Sede Apostolica, può validamente conferire gradi accademici con effetti canonici (così il can. 817).
Pertanto le Università Pontificie sono persone giuridiche pubbliche, canonicamente erette e sono disciplinate dal libro III del Codice di Diritto Canonico «De Ecclesia munere docendi», can. 815 e ss.
Finalmente, secondo il can. 814, le disposizioni, date per le università, si applicano a pari ragione agli altri istituti di studi superiori.

### Organizzazione
Ogni università pontificia annovera nella sua struttura le autorità accademiche, il corpo accademico (che si caratterizza per l'internazionalità dei suoi componenti e che esalta la vocazione universale della docenza pontificia), il senato accademico e gli ufficiali. Patrono dell'ateneo è il Gran Cancelliere; vi sono quindi il Magnifico Rettore, i Decani delle Facoltà e i Presidi degli Istituti. Queste cariche costituiscono le Autorità accademiche. Il Corpo accademico è composto dai Presidi, dai Decani, dai Professori stabili, dai Professori emeriti, stabilizzati, incaricati, invitati nonché dagli Assistenti ordinari o volontari. Gli Ufficiali invece sono presieduti dal Segretario Generale - che normalmente si avvale di un Bibliotecario Generale ed un Economo Generale - e dagli addetti agli uffici amministrativi ed alle segreterie studenti.

### I gradi accademici

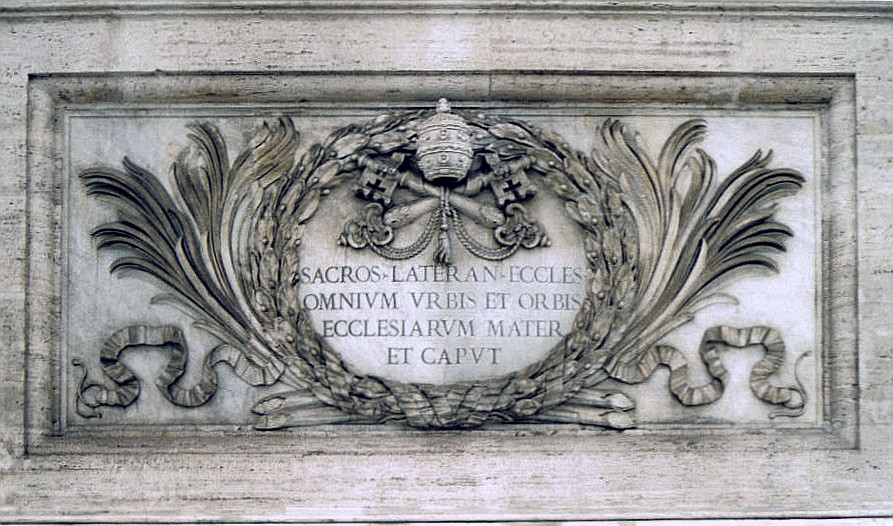
Lapide con il Titolo della Basilica del Laterano in Roma «Ecclesiarum mater et caput», con annessa la Pontificia Università Lateranense

Al pari di altri istituzioni di istruzione superiore, le Università Pontificie suddividono gli studi in tre cicli: il primo ciclo, di varia durata, al termine del quale si consegue il Baccellierato o Baccalaureato (paragonabile alla laurea italiana); il secondo ciclo, che porta al conferimento del grado accademico di Licenza (paragonabile alla laurea specialistica o magistrale); infine il terzo ciclo, con cui si può conseguire il Dottorato. La durata dei cicli può variare da università a università.

### Riconoscimenti
In Italia «i titoli accademici in teologia e nelle altre discipline ecclesiastiche (Sacra Scrittura, Diritto Canonico, Liturgia, Spiritualità, Missiologia e Scienze Religiose), determinate d'accordo tra le Parti, conferiti dalle Facoltà approvate dalla Santa Sede, sono riconosciuti dallo Stato» ai sensi dell'art. 10/II della Legge 25 marzo 1985 n.21 (G.U. n. 28 del 10 aprile 1985). Tuttavia non sono stati adottati provvedimenti intesi a stabilire a priori le equiparazioni con i titoli conferiti dalle università italiane. Non risulta pertanto possibile predeterminare una equiparazione tassativa dei titoli accademici rilasciati dalle Università Pontificie con quelli rilasciati dalle Università dello Stato italiano. Infatti, in Italia i continui cambiamenti curricolari universitari rendono molto complesso il problema delle equiparazioni, che pertanto deve essere deliberato, su richiesta degli interessati, di volta in volta, dal competente Ministero dell'Istruzione, dell'Università e della Ricerca.

### I corsi di laurea
Di massima nelle università pontificie sono istituite le facoltà di sacra teologia, di filosofia e di diritto canonico.
La sacra teologia include le seguenti specializzazioni: teologia patristica, teologia biblica, teologia dogmatica, teologia fondamentale, teologia morale, teologia spirituale, teologia ecumenica, teologia delle religioni, teologia pastorale, teologia liturgica, teologia monastica, teologia tomistica, teologia mariana, teologia della vita consacrata e storia della teologia.
Il diritto canonico include le seguenti specializzazioni: diritto canonico latino, diritto canonico orientale, giurisprudenza penale, giurisprudenza matrimoniale e praxis canonica.
La filosofia include le seguenti specializzazioni: filosofia della realtà, filosofia teologica, filosofia della natura, filosofia dell'uomo, filosofia morale, filosofia politica, filosofia della conoscenza, filosofia della religione, filosofia della scienza, filosofia della cultura, filosofia della storia, logica e storia della filosofia (antica, medievale, moderna, contemporanea).
Oltre, nelle università pontificie italiane sono anche istituite le facoltà ecclesiastiche di scienze bibliche, di liturgia, di spiritualità, di missiologia e di scienze religiose, e le facoltà non-ecclesiastiche di diritto civile (e di utriusque iuris), di archeologia cristiana, di bioetica, di lettere cristiane e classiche, di musica sacra, di psicologia, di scienze dell'educazione, di scienze della comunicazione sociale (e istituzionale), di scienze patristiche, di scienze sociali (che includono la dottrina sociale della Chiesa), di storia della Chiesa (e dei suoi beni culturali), di studi arabi e d'islamistica, di studi del oriente antico, di studi in ecologia integrale, di studi giudaici e relazioni ebraico-cristiane, di studi su matrimonio e famiglia, di studi orientali, e di studi in scienze della pace.

### Gli studenti
Nelle università pontificie sono ammessi studenti di tutto il mondo, chierici o laici e talora, con speciali e motivate autorizzazioni, anche non cristiani.
Gli studenti sono normalmente classificabili in studenti ordinari, straordinari ed ospiti.
Per essere ammessi ai corsi delle Facoltà o agli Istituti delle università pontificie può essere richiesta la conoscenza della lingua latina, della lingua greca o delle lingue straniere.

### Le università cattoliche

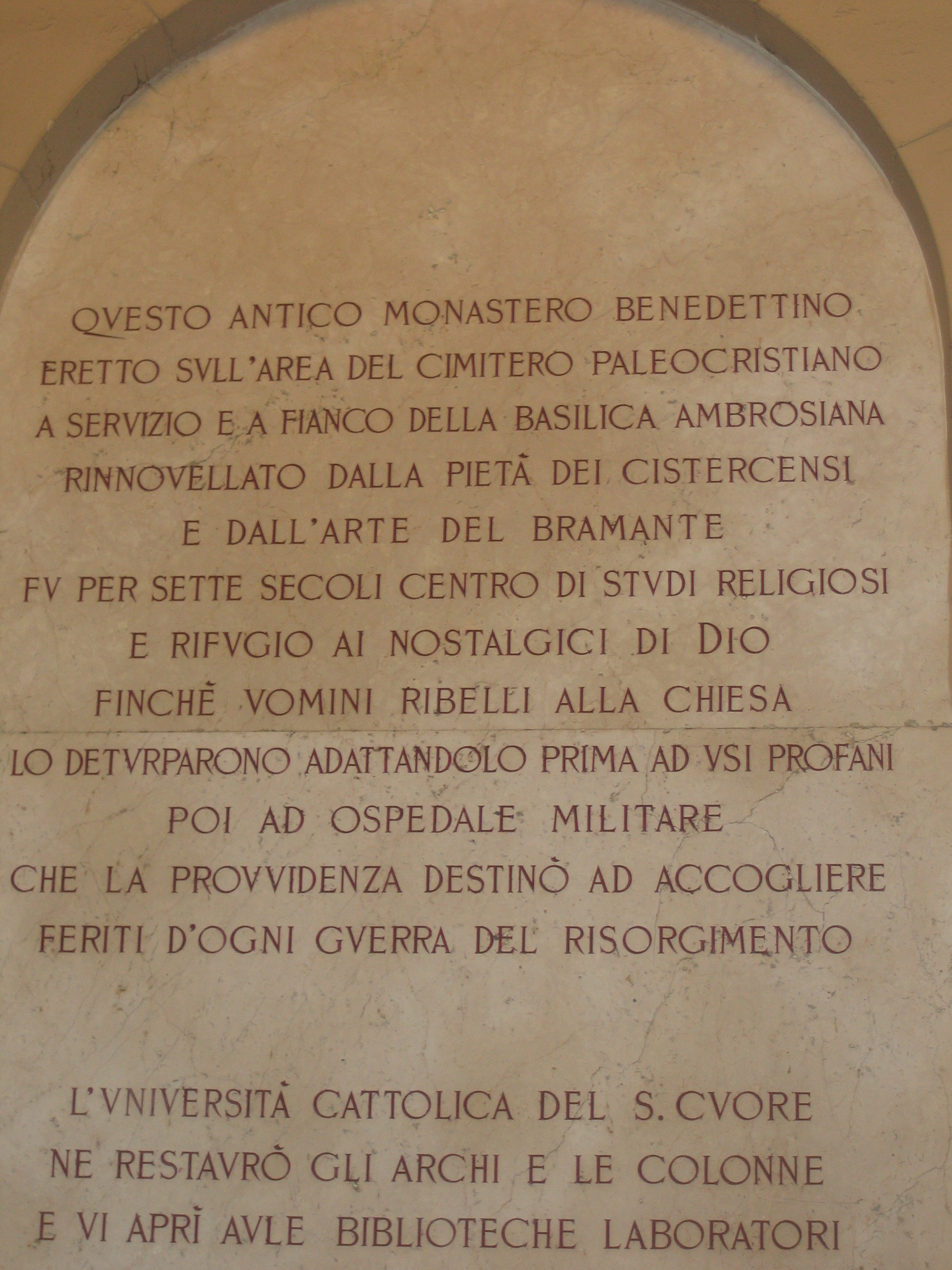
Placca storica commemorativa dell'Università cattolica del Sacro Cuore.

Il can. 808 prescrive che «Nessuna università di studi, benché effettivamente cattolica, porti il titolo di università cattolica, se non per consenso della competente autorità ecclesiastica».
Si tratta pertanto di istituzioni universitarie che hanno riconosciuta la personalità giuridica di diritto pubblico a norma degli ordinamenti giuridici degli Stati ove hanno sede, ma che necessitano di specifico consenso dell'autorità ecclesiastica. In proposito si ricorda che «È diritto della Chiesa istituire e dirigere università di studi, che contribuiscano ad una più profonda cultura degli uomini e a una più piena promozione della persona umana e altresì ad adempiere la funzione di insegnare della Chiesa stessa».
In tema di università cattoliche il Codice di diritto canonico prescrive anche che i docenti debbano essere prescelti tra coloro che, oltre per l'idoneità scientifica e pedagogica, eccellano per integrità di dottrina e probità di vita. È stabilito altresì che ove tali requisiti vengano meno, i docenti, rispettate le procedure prescritte dagli statuti delle singole università, vengano rimossi. Il CIC prescrive inoltre che le Conferenze episcopali ed i vescovi diocesani devono avere il dovere ed il diritto di vigilare che in tali università siano osservati fedelmente i principi della dottrina cattolica.
Una caratteristica propria delle università cattoliche è che nel loro ambito devono avere facoltà o istituti o almeno cattedre di teologia, in cui vengano impartite lezioni anche agli studenti laici.

## Le istituzioni presenti in Italia
In Italia sono presenti diverse università (secondo can. 815) e diversi atenei, istituti di studi superiori e facoltà (tutte queste secondo can. 814). Tra parentesi è riportato l'ordine religioso oppure l'altro organismo ecclesiastico responsabile dell'amministrazione dell'istituzione romana.

### A Roma
Università pontificie (can. 815):
- Pontificia Università San Antonio di Padova «Antonianum» (PUA)[18] [Ordine dei frati minori]
- Pontificia Università Gregoriana (PUG)[19] [Compagnia di Gesù]
- Pontificia Università Lateranense (PUL)[20] [Diocesi di Roma]
- Pontificia Università della Santa Croce (PUSC)[21] [Prelatura della Santa Croce e Opus Dei]
- Pontificia Università San Tommaso d'Aquino «Angelicum» (PUST)[22] [Ordine dei frati predicatori]
- Pontificia Università Urbaniana (PUU)[23] [Dicastero per l'evangelizzazione]
- Università Pontificia Salesiana (UPS)[24] [Società salesiana di San Giovanni Bosco]

[Oltre alle facoltà di teologia, filosofia e diritto canonico, ogni università pontificia ha almeno una quarta facoltà: PUA (Scienze bibliche e archeologia), PUL (Diritto Civile), PUSC (Comunicazione sociale istituzionale), PUU (Missiologia), PUG (Missiologia / Storia e beni culturali della Chiesa / Scienze sociale) e UPS (Lettere cristiane e classiche / Scienze dell'educazione / Scienze della comunicazione sociale).]
Atenei pontifici (can. 814):
- Pontificio Ateneo «Regina Apostolorum»[25] [Legionari di Cristo]
- Pontificio Ateneo Sant'Anselmo «Anselmianum»[26] [Ordine di San Benedetto]

[Inoltre alle facoltà di teologia e filosofia, ogni ateneo pontificio ha una terza facoltà: Regina Apostolorum (Bioetica) e Anselmianum (Liturgia). Fino all'anno 1927, l'Anselmianum comprendeva anche una facoltà di diritto canonico.]
Facoltà pontificie (can. 814):
- Pontificia Facoltà Teologica «Marianum» [Ordine dei Servi di Maria]
- Pontificia Facoltà Teologica San Bonaventura «Seraphicum»[27] [Ordine dei frati minori conventuali]
- Pontificia Facoltà Teologica Santi Teresa di Gesù e Giovanni della Croce «Teresianum»[28] [Ordine dei carmelitani scalzi]
- Pontificia Facoltà di Scienze dell'Educazione «Auxilium»[29] [Figlie di Maria Ausiliatrice]

Istituti pontifici di studi superiori (can. 814):

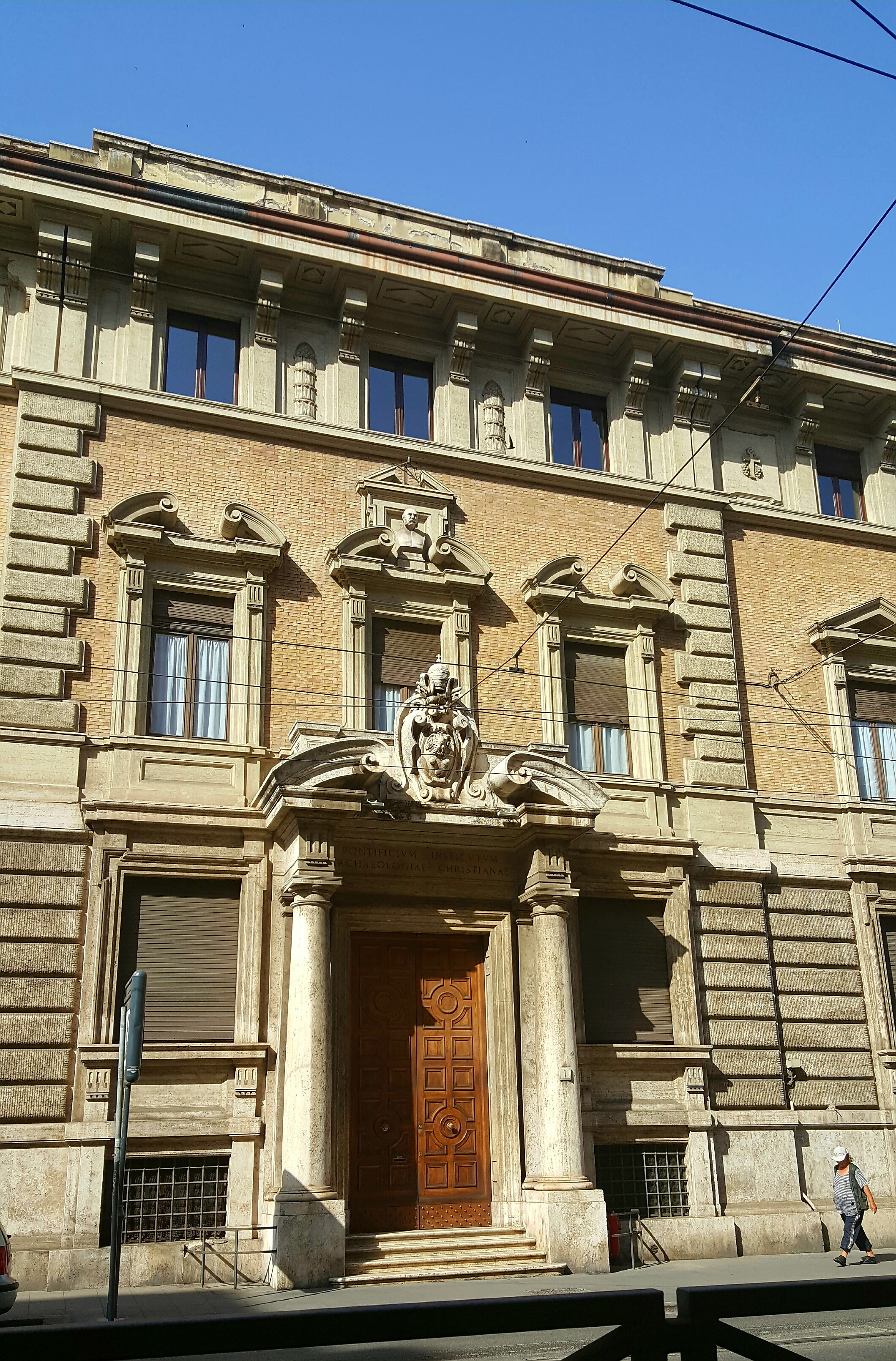
Sede del PIAC - Pontificio Istituto di Archeologia Cristiana a Roma, in Via Napoleone III, 1.

- Pontificio Istituto di Archeologia Cristiana (PIAC)[30]
- Pontificio Istituto di Musica Sacra (PIMS)[31]
- Pontificio Istituto di Studi Arabi e d'Islamistica (PISAI) [Società dei Missionari d’Africa]
- Pontificio Istituto Teologico «Giovanni Paolo II» per le Scienze del Matrimonio e della Famiglia (con sezioni in tutti i continenti)

Istituti pontifici incorporati oppure collegati ad altri che conservano la propria autonomia (can. 814):
- Pontificio Istituto Biblico (PIB)[32] [Compagnia di Gesù e, in precedenza, Pontificia Commissione Biblica] *
- Pontificio Istituto Orientale (PIO)[33] [Compagnia di Gesù e Dicastero per le Chiese Orientali] *
- Pontificio Istituto Patristico «Augustinianum»[34] [Pontificia Università Lateranense e Ordine di Sant'Agostino]
- Pontificio Istituto di Teologia Morale «Accademia Alfonsiana»[35] [Pontificia Università Lateranense e Congregazione del Santissimo Redentore]
- Pontificio Istituto di Teologia della Vita Consacrata «Claretianum»[36] [Pontificia Università Lateranense e Missionari figli del Cuore Immacolato di Maria]

[ * Tra tutti gli istituti pontifici, il Biblico e l'Orientale si distinguono per essersi sviluppati in più di una facoltà: PIB (Sacre Scritture / Orientalistica) e PIO (Diritto canonico orientale / Scienze ecclesiastiche orientali, con specializzazioni in Patristica orientale, Liturgia orientale e Storia della Chiesa orientale).]
Istituti pontifici incorporati oppure collegati ad altri che funzionano come facoltà interna:
- Pontificio Istituto Liturgico (PIL)[37] (incorporato all'Anselmianum)
- Pontificio Istituto Pastorale «Redemptor Hominis»[38] (incorporato alla Lateranense)
- Pontificio Istituto di Latinità (FLCC)[39] (incorporato alla Salesiana)
- Pontificio Istituto di Spiritualità «Teresianum»[40] (incorporato alla Teresianum]
- Pontificio Istituto di «Utriusque Iuris»[41] (incorporato alla Lateranense)

Istituti ed altre istituzioni non-pontifici incorporati oppure collegati ad alcuna università pontificia:
- Istituto Francescano di Spiritualità (incorporato all'Antonianum)[42] [Ordine dei frati minori cappuccini]
- Istituto Monastico (incorporato all'Anselmianum)[43]
- Istituto Sacerdos (incorporato al Regina Apostolorum)[44]
- Istituto Scalabrini per la Migrazione Internazionale (incorporato all'Urbaniana)[45] [Missionari di San Carlo]
- Istituto Superiore di Catechesi e Spiritualità Missionaria «Redemptoris Missio» (incorporato all'Urbaniana)[46]
- Istituto Tomista (incorporato all'Angelicum)[47] [Ordine dei frati predicatori e Pontificia Accademia di San Tommaso d'Aquino]
- Istituto di Studi Ecumenici (incorporato all'Angelicum)[48] [Ordine dei frati predicatori e Dicastero per la Promozione dell'Unità dei Cristiani]
- Scuola Superiore di Studi Medievali e Francescani (incorporato all'Antonianum)[49] [Ordine dei frati minori, in collaborazione con la Libera Università «Maria Santissima Assunta»]
- Studio Teologico Benedettine Italiane (annesso all'Anselmianum)[50] [Conferenza Italiana Monastica Benedettine]
- Cattedra di Studi Mariologici «Beato Giovanni Duns Scoto» (nell'Antonianum)[51] [Ordine dei frati minori, in collaborazione con la Pontificia Academia Mariana Internationale]
- Cattedra UNESCO di Bioetica e Diritti Umani (nel Regina Apostolorum)[52] [Legionari di Cristo, in accordo con l'Organizzazione delle Nazioni Unite per l’Educazione, la Scienza e la Cultura]

Istituti Superiori di Scienze Religiose per la formazione teologica e spirituale ai laici e ai religiosi (specialmente religiose) collegati con gli atenei romani:
- Istituto di Scienze Religiose all'Apollinare (collegato alla Santa Croce)
- Istituto di Scienze Religiose «Ecclesia Mater» (collegato al Lateranense)
- Istituto di Scienze Religiose «Mater Ecclesiae» (collegato all'Angelicum)
- Istituto di Scienze Religiose «Redemptor Hominis» (collegato all'Antonianum)
- Istituto di Scienze Religiose «Regina Apostolorum» (collegato alla Regina Apostolorum)

Istituzioni pontificie e non-pontificie che sono state soppresse o secolarizzate:
- Pontificia Università «Sapienza» di Roma[53] [antico Stato Pontificio]
- Pontificio Istituto «Regina Mundi» per la Formazione Teologica delle Donne (incorporato alla Gregoriana)[54]
- Pontificio Istituto Scientifico Missionario per le Discipline Missiologiche e Giuridiche (incorporato all'Urbaniana)[55]
- Istituto Internazionale di Teologia Pastorale Sanitaria «Camillianum» (incorporato alla Lateranense)[56] [Chierici regolari Ministri degli Infermi]
- Istituto di Scienze Religiose (collegato alla Gregoriana)[57]
- Istituto di Scienze Religiose «Magisterium Vitae» (collegato alla Salesiana)[58]
- Istituto di Scienze Religiose «Auxilium» (collegato all'Auxilium)[59]
- Scuola Superiore di Teologia della Croce (incorporata all'Antonianum)[60] [Congregazione della Passione di Gesù Cristo]

### Fuori Roma
Istituzioni Superiori di Studi Ecclesiastici (can. 814):
- Pontificio Istituto Ambrosiano di Musica Sacra (PIAMS)[61] - Milano
- Pontificia Facoltà Teologica dell'Italia Meridionale (PFTIM) - Napoli
  - Sezione San Tommaso d’Aquino Capodimonte, affidata all’arcidiocesi di Napoli
  - Sezione San Luigi Posillipo, affidata alla Compagnia di Gesù
- Pontificia Facoltà Teologica della Sardegna (PFTS) - Cagliari
- Pontificia Facoltà Teologica di Sicilia «San Giovanni Evangelista» - Palermo
- Facoltà Teologica dell'Emilia-Romagna (FTER) - Bologna
- Facoltà Teologica dell'Italia Centrale (FTIC)[62] - Firenze
- Facoltà Teologica dell'Italia Settentrionale (FTIS) - Milano, Torino, Genova
  - Sede principale presso il Seminario Arcivescovile di Milano
  - Sezione parallela presso l'antica Pontificia Facoltà Teologica di Torino
  - Sezione parallela presso il Seminario Arcivescovile di Genova
- Facoltà Teologica Pugliese (FTP) - Bari
- Facoltà Teologica del Triveneto (FTTr)[63] - Padova
- Facoltà di Diritto Canonico «San Pio X»[64] - Venezia
- Istituto Universitario «Sophia»[65] - Loppiano
- Studio Teologico Accademico Bressanone[66] - Bressanone (affiliato alla Facoltà di Teologia dell'Università di Innsbruck in Austria)
- Facoltà di Teologia di Lugano[67] - Lugano (Svizzera) (affiliata all'Università della Svizzera italiana)

Istituti incorporati oppure collegati agli atenei romani:
- Istituto di Liturgia Pastorale «Santa Giustina»[68] - Padova
- Istituto di Studi Ecumenici «San Bernardino»[69] - Venezia
- Istituto di Teologia Ecumenico-Patristica «San Nicola»[70] - Bari
- Istituto Teologico «Sant’Antonio Dottore»[71] - Padova
- Istituto Universitario Salesiano Torino (IUSTO)[72] - Torino
- Istituto Universitario Salesiano Venezia (IUSVE)[73] - Venezia
- Studio Teologico «Laurentianum»[74] - Venezia

### Fuori Italia
Istituti fuori Italia annessi agli atenei romani:
- Pontificium Institutum Biblicum[75] - Gerusalemme
- École Biblique et Archéologique Française[76] - Gerusalemme
- Studium Biblicum Franciscanum[77] - Gerusalemme
- Studium Theologicum Salesianum[78] - Gerusalemme
- Institute of Languages and Humanities «Polis»[79] - Gerusalemme
- Institute of Consecrated Life «Sanyasa»[80] - Bangalore, India
- Instituto Teológico de Murcia[81] - Murcia, Spagna

### Pontificia Accademia Ecclesiastica
Tra le Pontificie accademie, possiamo anche trovare un istituto pontificio di alta formazione, la Pontificia Accademia Ecclesiastica a Roma, la quale cura la preparazione dei sacerdoti destinati al servizio diplomatico della Santa Sede presso le varie nunziature o presso la Segreteria di Stato della Santa Sede. Essa ha delle caratteristiche proprie, in quanto non conferisce peculiari titoli accademici, ma esige dai suoi studenti il dottorato in diritto canonico o almeno la licenza, qualora il candidato possieda il dottorato in teologia.

## CRUIPRO

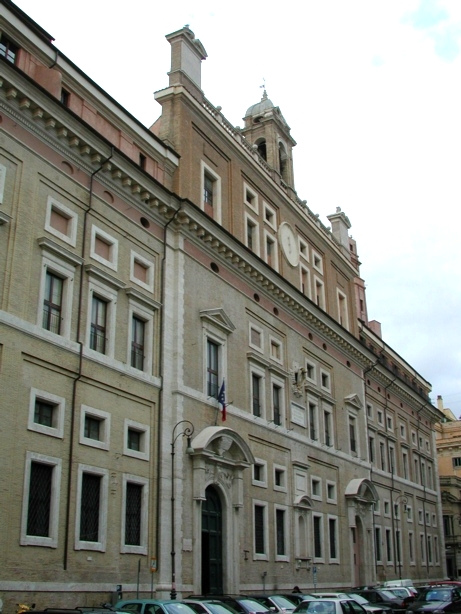
L'edificio del Collegio Romano

I rettori delle ventidue istituzioni romane autonome approvate dalla Congregazione per l’Educazione Cattolica (CEC) appartengono alla Conferenza di Rettori delle Università e Istituzioni Pontificie Romane (CRUIPRO), il quale è un organismo di coordinamento e promozione dell’azione comune delle loro istituzioni (cf. Veritatis gaudium, Parte I, art. 2 § 1-2).

### Joint Diploma
Cercando una maggiore collaborazione tra i 22 atenei romani della CRUIPRO, sono stati creati diversi Joint-Diplome in cui, patrocinati da una delle istituzioni, le lezioni sono distribuite tra gli altri, che apportano risorse e professori. Gli studenti di qualsiasi facoltà possono iscriversi e ricevere crediti all'interno dei loro rispettivi programmi. Finora, cinque diplomi sono stati istituiti:
- Joint Diploma in Ecologia Integrale, con sede amministrativa-accademica alla Gregoriana[84]

[Collaborano: Lateranense, Urbaniana, Angelicum, Salesiana, Antonianum, Santa Croce, Anselmianum, Regina Apostolorum, Auxilium, Seraphicum]
- Joint Diploma sul Pensiero di San Tommaso d’Aquino «Doctor Humanitatis», con sede amministrativa-accademica all'Angelicum[85]

[Collaborano: Gregoriana, Lateranense, Urbaniana, Salesiana, Antonianum, Santa Croce, Anselmianum, Regina Apostolorum]
- Joint Diploma in Leadership, con sede amministrativa-accademica al Regina Apostolorum[86]

[Collaborano: Lateranense, Angelicum, Salesiana, Anselmianum]
- Joint Diploma sul Donne e Chiesa, con sede amministrativa-accademica al Regina Apostolorum[87]

[Collaborano: Urbaniana, Angelicum, Salesiana, Claretianum, Auxilium]
- Joint Diploma in Spiritualità delle famiglie religiose, con sede amministrativa-accademica al Teresianum[88]

[Collaborano: Gregoriana, Angelicum, Salesiana, Antonianum, Anselmianum, Seraphicum]

## Università cattoliche non-pontificie in Italia
Inoltre a quelle istituzioni collegate alla Sede Apostolica che ricevono il qualificatore «pontificio», ci sono ulteriore università cattoliche dove non si trovano delle facoltà ecclesiastiche. Queste università sono ordinate secondo le leggi degli stati in cui operano e i loro cicli di studi che contribuiscano ad una più profonda cultura degli uomini e a una più piena promozione della persona umana. Esse, in Italia, sono le seguenti:
- Libera Università Maria Santissima Assunta, Roma
- Università Campus Bio-Medico (promossa dall'Opus Dei), Roma
- Università Cattolica del Sacro Cuore, Milano (con sedi anche a Brescia, Piacenza, Cremona, Roma e altre)
- Università Europea di Roma (promossa dai Legionari di Cristo), Roma

Università fuori Roma, ma con sede a Roma:
- John Felice Rome Center, sede romana di Loyola University Chicago, gestita dai Gesuiti e con sede principale a Chicago;
- Sede romana di St. John's University, gestita dai Lazaristi e con sede principale a New York.